# Katedra Podwyższenia Krzyża Świętego w Opolu
Katedra Podwyższenia Krzyża Świętego w Opolu – rzymskokatolicki kościół parafialny, a także katedralny, zlokalizowany przy ulicy Katedralnej 2 w Opolu. Kościół należy do parafii Podwyższenia Krzyża Świętego w Opolu w dekanacie Opole, diecezji opolskiej. Dnia 3 kwietnia 1964 roku, pod numerem 763/64, świątynia została wpisana do rejestru zabytków województwa opolskiego.
Obecny kościół powstał w XV wieku w miejscu wcześniejszych z XI i XIII w. i był wielokrotnie przebudowywany. Dzięki wieżom o wysokości 73 metrów jest najwyższą budowlą w mieście. W świątyni znajduje się obraz Matki Boskiej Opolskiej, sprowadzony tu na stałe w 1702 r. z Piekar Śląskich.

## Historia
Wedle tradycji pierwszy kościół powstał z fundacji Bolesława I Chrobrego w 1005 roku.
Najstarsze znane i zachowane wzmianki o kościele pochodzą z 1223 roku (dokument bpa Wawrzyńca, wymieniający jako pierwszego proboszcza w kościele Reginalda), jednakże wedle tradycji w 1024 r. bp wrocławski Klemens przekazał dla kościoła w Opolu relikwie Świętego Krzyża (wtedy też do orła widniejącego w herbie miasta dołączono połowę krzyża z trójlistnymi zakończeniami ramion), natomiast kronika z końca XVII w. powołuje się na niezachowany dokument z 1102 roku. Na początku XIII w. powołano w Opolu kapitułę. Około 1227 r. utworzono w Opolu archidiakonat, który był wzmiankowany w 1230 roku. W 1239 r. wzmiankowana była kolegiata, ustanowiona przez bpa wrocławskiego Tomasza I, a pierwszym prepozytem był Grzegorz. W 1295 r. przeniesiono parafię opolską z kościoła Najświętszej Maryi Panny i św. Wojciecha do późnoromańskiego, murowanego kościoła bazylikowego z wieżą, ufundowanego niewiele wcześniej przez księcia Bolka I opolskiego. Poświęcenia kolegiaty Świętego Krzyża dokonano 16 listopada 1295 roku.
W 1415 r. kościół uległ zniszczeniu w czasie pożaru miasta; spłonęło m.in. 15 ołtarzy i część gotyckich tryptyków, ocalał natomiast relikwiarz. Odbudowa świątyni przeciągała się z powodu braku środków. W 1444 r. wzmiankowana była nowa zakrystia, w 1446 r. kapituła skarżyła się przed synodem wrocławskim na szkody, w 1447 r. wzmiankowane było nowe prezbiterium, a w 1470 r. zebrano fundusze na prace remontowe w kościele, określonym jako uszkodzony. W tym czasie został wzniesiony w stylu późnogotyckim, na częściowej bazie murów wcześniejszej budowli, halowy korpus kościoła wraz z dolnymi kondygnacjami wież. Na przełomie XV i XVI w. powstały przybudówki po bokach hali kościoła, w tym wzmiankowana w 1518 r. kaplica Trójcy Świętej (tzw. Piastowska, pierwotnie Oppersdorffów) oraz kaplice św. Jadwigi i św. Anny. Ostateczne zakończenie odbudowy kościoła po pożarze z 1415 r. miało miejsce w 1520 r. za panowania księcia Jana II Dobrego; oprócz wymienionych wcześniej części, odnowiony kościół posiadał także drugą zakrystię. Kolejne remonty były wzmiankowane w latach 1555 i 1557; być może w tym czasie zastąpiono stare sklepienie nowym (w nawach bocznych przeskokowym).
W trakcie pożaru miasta w 1615 r. zniszczeniu uległy dach, szczyt i jedna z wież, a także większość wystroju wnętrza – wszystkie ołtarze (poza późnorenesansowym ołtarzem Trójcy Świętej); ocalały kamienne epitafia i żeliwne tablice. W 1617 r. ukończono odnawianie kościoła, lecz w latach 1622 i 1647 miały miejsce kolejne uszkodzenia w wyniku pożarów (spalenie dachu), w konsekwencji czego wymieniono ołtarze na barokowe. W 1652 r. odbudowano dach, a w 1653 r. odnowiono sklepienia. W drugiej połowie XVII w. wzniesiono nową zakrystię. W 1724 r. gontowy dach zastąpiono dachówkowym.

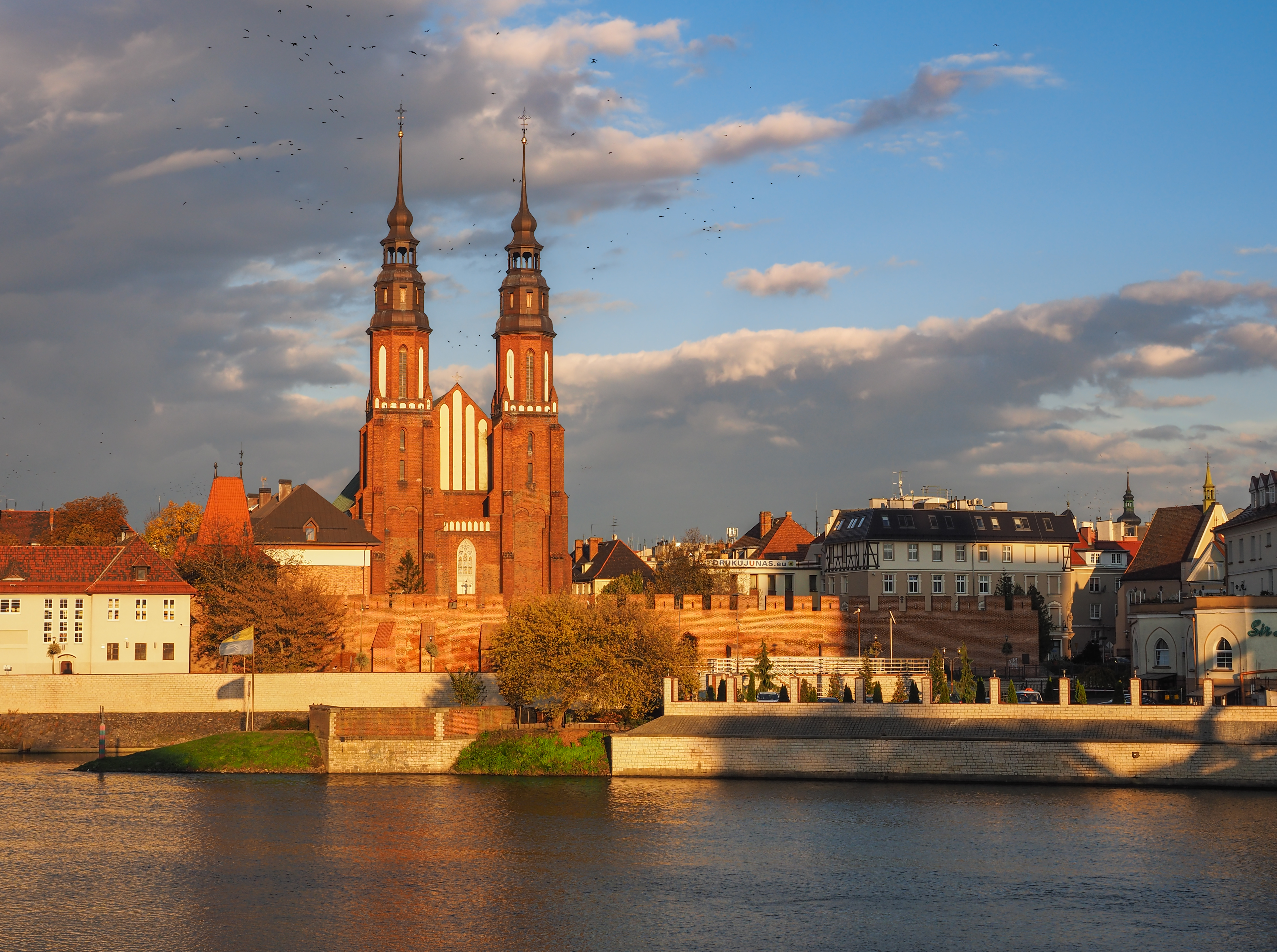
Katedra – widok od strony Odry

Po sekularyzacji, przeprowadzonej w 1810 roku, przestała istnieć ustanowiona w XIII w. kolegiata. W XIX w. przeprowadzono kolejne remonty: w 1836 r. wzmocniono sklepienia kotwami, w 1837 r. odnowiono i częściowo przemurowano skarpy, a w 1882 r. odnowiono wnętrza w stylu neogotyckim, wykonano polichromię oraz witraże w prezbiterium). W latach 1897–1902 przeprowadzono następny remont i modyfikacje: przekształcono elewacje zewnętrzne, zamurowano część okien, ujednolicono przybudówki oraz, w latach 1899–1900, wzniesiono fasadę zachodnią z nadbudową wież według projektu architekta Józefa Cimbolleka. W tym czasie przedłużono południową kruchtę o jedno przęsło. Pod koniec XIX w. barokowe ołtarze zastąpiono neogotyckimi, dedykowanymi Świętej Rodzinie, Sercu Pana Jezusa, Niepokalanemu Sercu Maryi oraz św. Jadwidze, wykonanymi przez wrocławską firmę Buhla; autorem obrazów był H. Heinisch z Wrocławia. Zainstalowano także nowe organy z neogotyckim prospektem, których wykonawcą była świdnicka firma Schlaga. W latach 1912–1914 wbudowano w zachodnie przęsło korpusu chór muzyczny, a do północnej wieży przybudowano wieżyczkę schodową.
15 sierpnia 1945 r. prymas Polski August Hlond ustanowił pierwszego administratora apostolskiego Śląska Opolskiego (został nim protonotariusz apostolski Bolesław Kominek), co było równoznaczne z erygowaniem diecezji i wiązało się z podniesieniem rangi kościoła do prokatedry. W 1952 r. obchodzono 250-lecie sprowadzenia obrazu Matki Boskiej Opolskiej do Opola; w uroczystościach tych wziął udział m.in. prymas Polski Stefan Wyszyński. W latach 1963–1966, w wyniku starań prałata Antoniego Jokiela i z polecenia bpa Franciszka Jopa, odnowiono kościół; w zakresie prac znalazły się m.in.: odmurowanie dolnych partii otworów okiennych w zamknięciach naw od wschodu, wykonanie nowych portali od południa i północy (przy 1. przęśle od wschodu), rekonstrukcja bocznych, kamiennych wejść, obniżenie posadzki we wszystkich 3 nawach, częściowe odsłonięcie gotyckich wątków ceglanych wewnątrz oraz wykonanie polichromii, sgraffita i witraży przez Stanisława Szmuca z Krakowa oraz usunięcie większości wystroju neogotyckiego (w tym wszystkich bocznych ołtarzy z nawy głównej, poza dwoma, które przeniesiono do bocznych kaplic) i wprowadzenie w jego miejsce sprzętów i dzieł sztuki z obszaru województwa opolskiego (m.in. gotycki tryptyk w kaplicy Piastowskiej i barokowa ambona, stojąca przy filarze w nawie głównej). W trakcie prac odsłonięto przejściowo wątki murów i elementów, wskazujące na pierwotny, bazylikowy układ kościoła. Na uroczystości milenijne, w czasie których dokonano ponownego poświęcenia kościoła, przybyli m.in. Stefan Wyszyński i abp Karol Wojtyła. W 1978 r. kościół został wyremontowany od zewnątrz. W 1995 r. obchodzono 700-lecie kościoła; z tej okazji z inicjatywy proboszcza prałata Stefana Baldego rozbudowano i odrestaurowano organy, natomiast w głównym wejściu do kościoła umieszczono spiżowe drzwi, przedstawiające dzieje zbawienia i wydarzenia z historii ziemi opolskiej. W 1998 r. dokonano ekshumacji grobu spoczywającego w nawie głównej księcia Jana II Dobrego, a rok później uroczyście przeniesiono jego szczątki do nagrobka w Kaplicy Piastowskiej.
Pod koniec 1. dekady XXI w. przeprowadzono renowację obu wież. Przy tej okazji zdjęto z ich hełmów kończące je kule i krzyże. Renowację lewej (północnej) wieży rozpoczęto we wrześniu 2008 r. a w tubie z jej szczytu znajdowały się:
- list dziękczynny dla Opola, napisany z okazji rozpoczęcia kolejnego wieku,
- „cegiełki” (2 pocztówki i srebrny medalik) z ubranym wizerunkiem Najświętszej Maryi Panny w Opolu, których sprzedaż umożliwiła rozbudowę katedry w XIX wieku,
- litografie z wizerunkami pierwotnych ołtarzy katedralnych, m.in. zdemontowanego pod koniec XIX w. marmurowego ołtarzu, w którym znajdował się obraz Najświętszej Maryi Panny w Opolu.

Pod krzyżem znajdowała się ołowiana koperta, a podczas oględzin głównej belki nośnej odnaleziono zaplombowaną tulejkę. Wszystkie znalezione obiekty zostały ponownie umieszczone w kuli hełmu wieży po zakończeniu jej remontu. Kulę i krzyż z prawej (południowej) wieży ściągnięto 20 stycznia 2009 roku. Wewnątrz kuli znajdowała się tuba z dokumentami z przełomu XIX i XX wieku:
- 21 widokówek przedstawiających Opole z przełomu wieków,
- 10 monet w nominałach od 1 feniga do 2 marek,
- medalik i krzyżyk z Ziemi Świętej oraz medalik z sanktuarium w Lourdes,
- różnych rozmiarów wizerunki Matki Boskiej Opolskiej z których największy to kolorowy plakat o wymiarach 60 cm × 50 cm,
- katalog ówczesnych opolskich posłów w Reichstagu – książka z fotografiami i krótkimi życiorysami,
- rulon z gazetami, czasopismami, ręcznie pisanymi niemieckimi dokumentami (opisującymi zaangażowanie parafian w budowę wież oraz problemy, z którymi borykali się mieszkańcy i władze miasta) oraz mapą Opola i okolic z 1810 roku,
- koperta z nierozpoznaną zawartością (ze względu na zły stan zachowania została wpierw przekazana do konserwacji).

Wszystkie znalezione obiekty zostały przekazane do Wrocławia, gdzie miały zostać poddane kopiowaniu i archiwizacji oraz konserwacji. Po tych czynnościach miały one najprawdopodobniej zostać ponownie umieszczone w kuli hełmu wieży. Dodatkowo planowane było umieszczenie w kuli prawej wieży kapsuły z dokumentami z okresu remontu: opisem sytuacji politycznej, kościelnej i parafialnej, opisem przeprowadzonych na wieżach prac i przebiegu remontu, lokalną prasą, pieniędzmi i cennikiem artykułów.
W połowie sierpnia 2022 roku katedra została zamknięta dla wiernych w związku z pracami remontowymi związanymi z wymianą posadzki. Duszpasterstwo zostało przeniesione do pobliskiego kościoła św. Sebastiana.

## Wygląd zewnętrzny

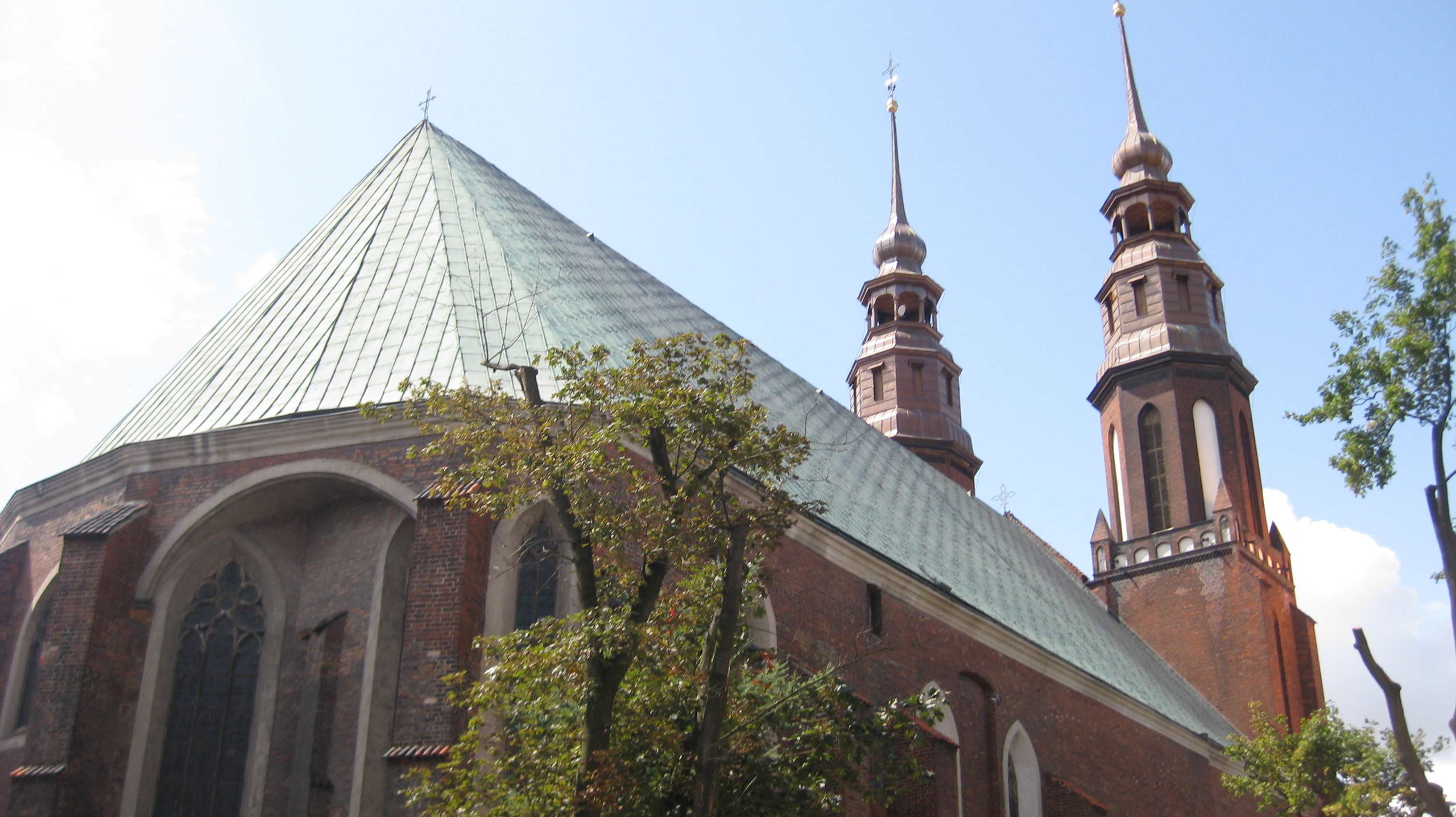
Katedra od strony wschodniej

Katedra ma charakter gotycki, a jej wieże powstały w stylu neogotyckim. Została zbudowana z cegły, a w starszych fragmentach murów występuje wątek wendyjski. Całość przykryta jest spadzistym dachem, który w 1978 r. pokryto miedzią. Bryła kościoła ma długość 60,7 m, szerokość 26,5 m i wysokość 18 m. Wieże mają wysokość 73 m i są zwieńczone odrestaurowanymi w latach 2007–2008 hełmami i krzyżami.
Na obszar katedry prowadzi zabytkowa brama, na szczycie której przedstawiona jest scena ukrzyżowania Jezusa Chrystusa. Po prawej stronie na niższym stopniu umieszczono rzeźbę Edmunda Bojanowskiego z Gostynia, założyciela Zgromadzenia Sióstr Służebniczek Najświętszej Maryi Panny Niepokalanie Poczętej, natomiast po lewej stronie znajduje się rzeźba Alojzego Ligudy, ochrzczonego w opolskiej świątyni. W okolicy bramy znajduje się grób prałata Stefana Baldego, który był proboszczem tutejszej parafii w latach 1977–2003, do swojej śmierci.
13 grudnia 2011 roku, w 30. rocznicę wprowadzenia stanu wojennego, przed katedrą odsłonięty został pomnik Jerzego Popiełuszki. Został on ufundowany przez Zarząd Regionu NSZZ „Solidarność” Śląska Opolskiego. W rzeźbie znajduje się szkatułka z relikwiami II stopnia z szat księdza.
Do kościoła można wejść dwiema drogami: wejściem głównym i kruchtą południową. Drzwi główne zostały wykonane ze spiżu i zaprojektowane przez Adolfa Panitza. Trafiły one do świątyni w 1997 roku, w tysięczną rocznicę śmierci św. Wojciecha oraz 700-lecie parafii. Sceny umieszczone na drzwiach prezentują historię miasta i kościoła. Pojawiają się na nich także postacie świętych: Matka Boska Opolska, św. Anna, Piotr Apostoł, Paweł z Tarsu, Jadwiga Śląska, Jacek Odrowąż, Czesław Odrowąż, bł. Bronisława, Barbara z Nikomedii, św. Florian, Maksymilian Maria Kolbe, Edyta Stein, a także książę Jan II Dobry, Franciszek Jop, Jan Paweł II oraz arcybiskup Alfons Nossol. Górna część bramy przedstawia dzieło stworzenia. Nad wejściem do kruchty południowej znajduje się tympanon, również zaprojektowany przez Adolfa Panitza. Ukazane są na nim m.in.: Maryja z Dzieciątkiem oraz Jan Paweł II.

## Wnętrze i wyposażenie katedry

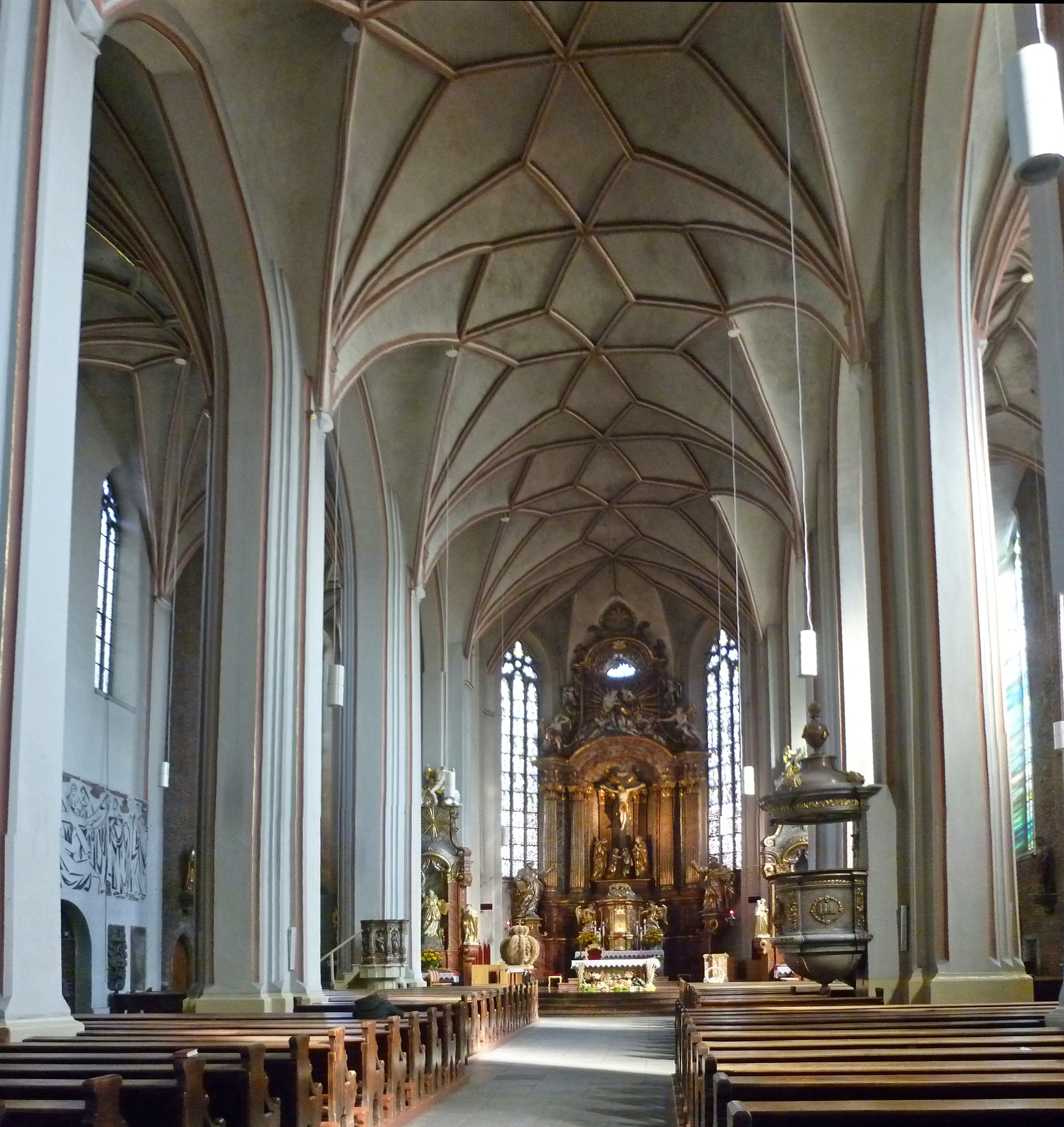
Wnętrze świątyni

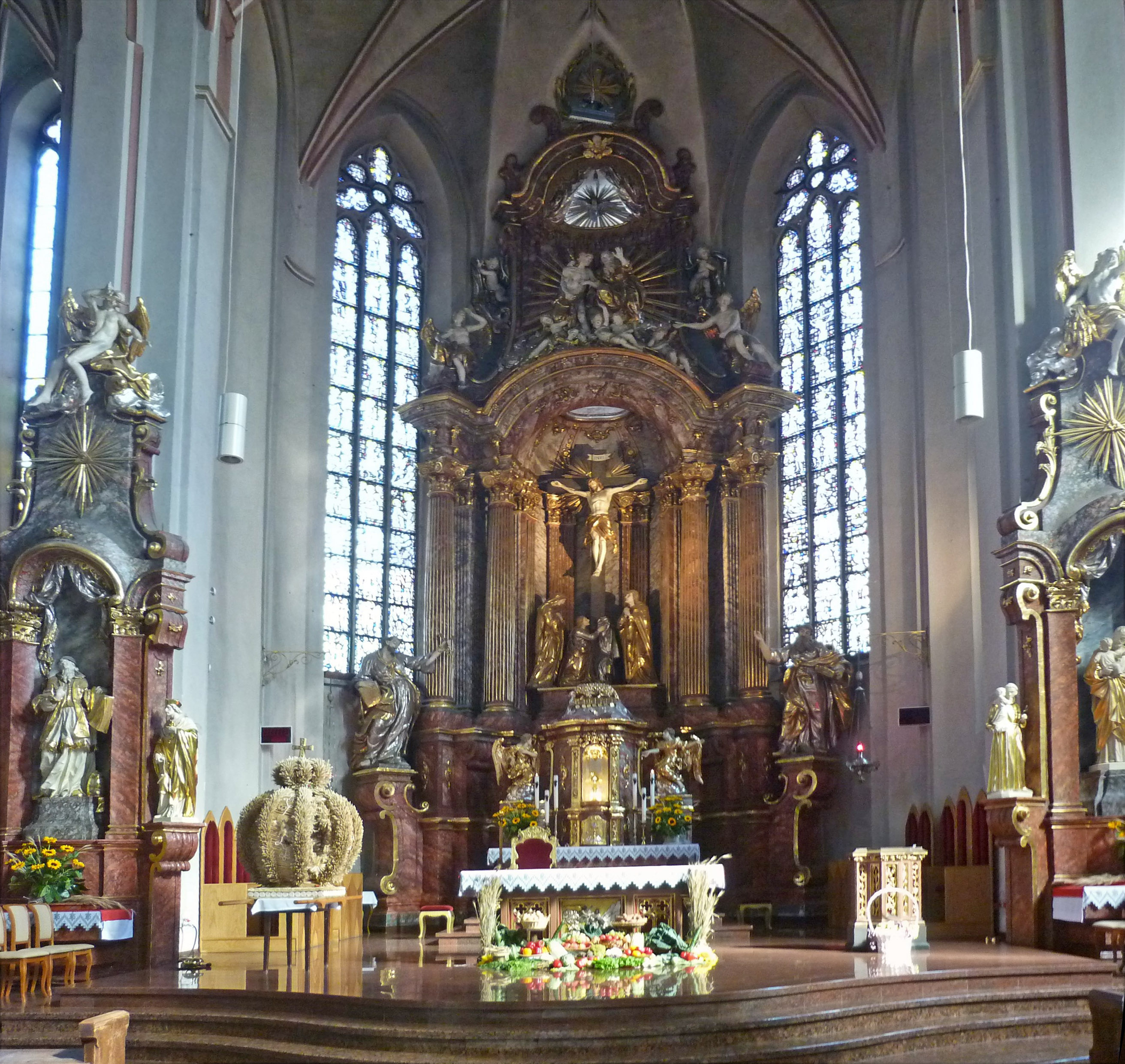
Ołtarz główny

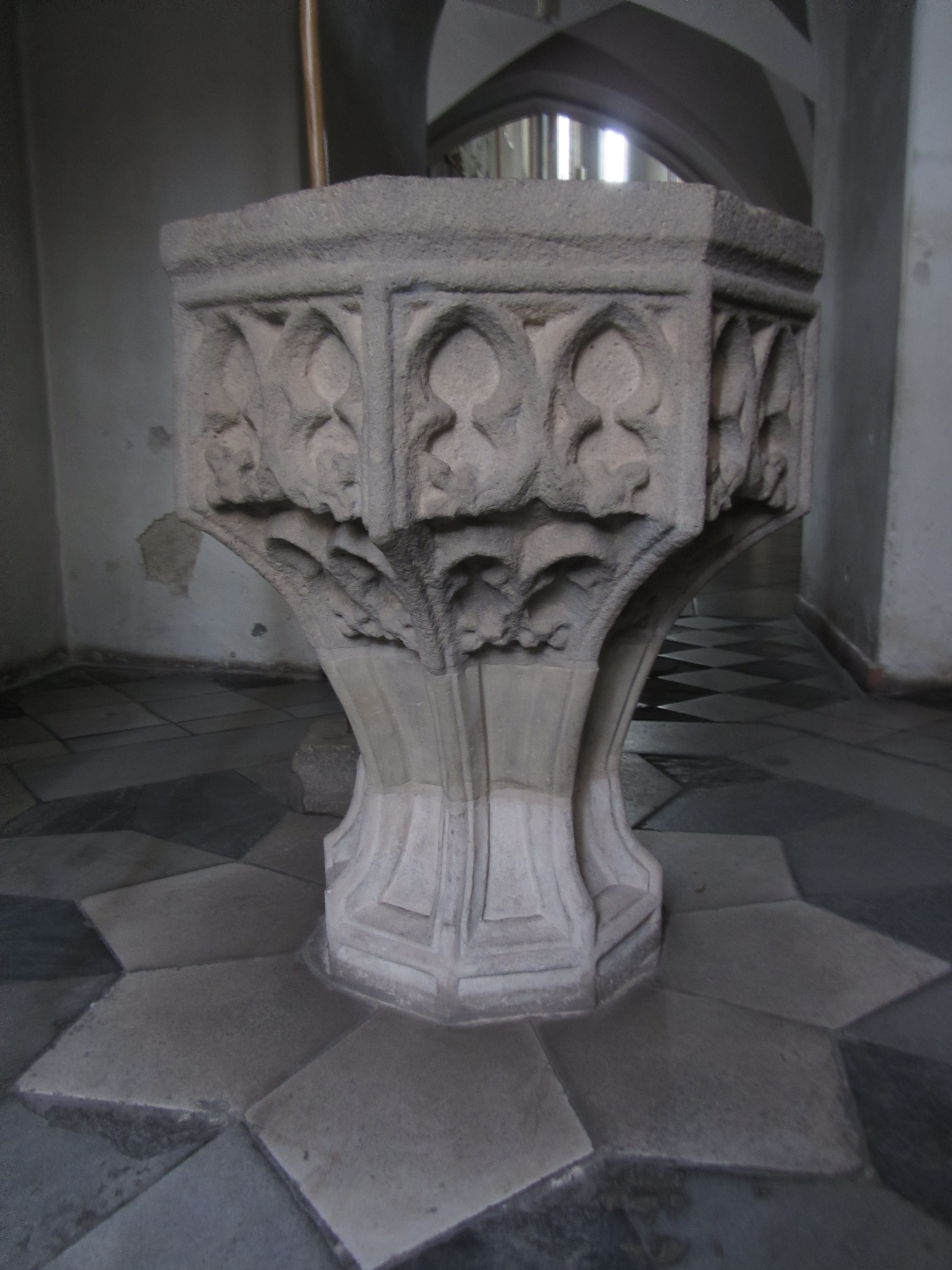
Gotycka chrzcielnica

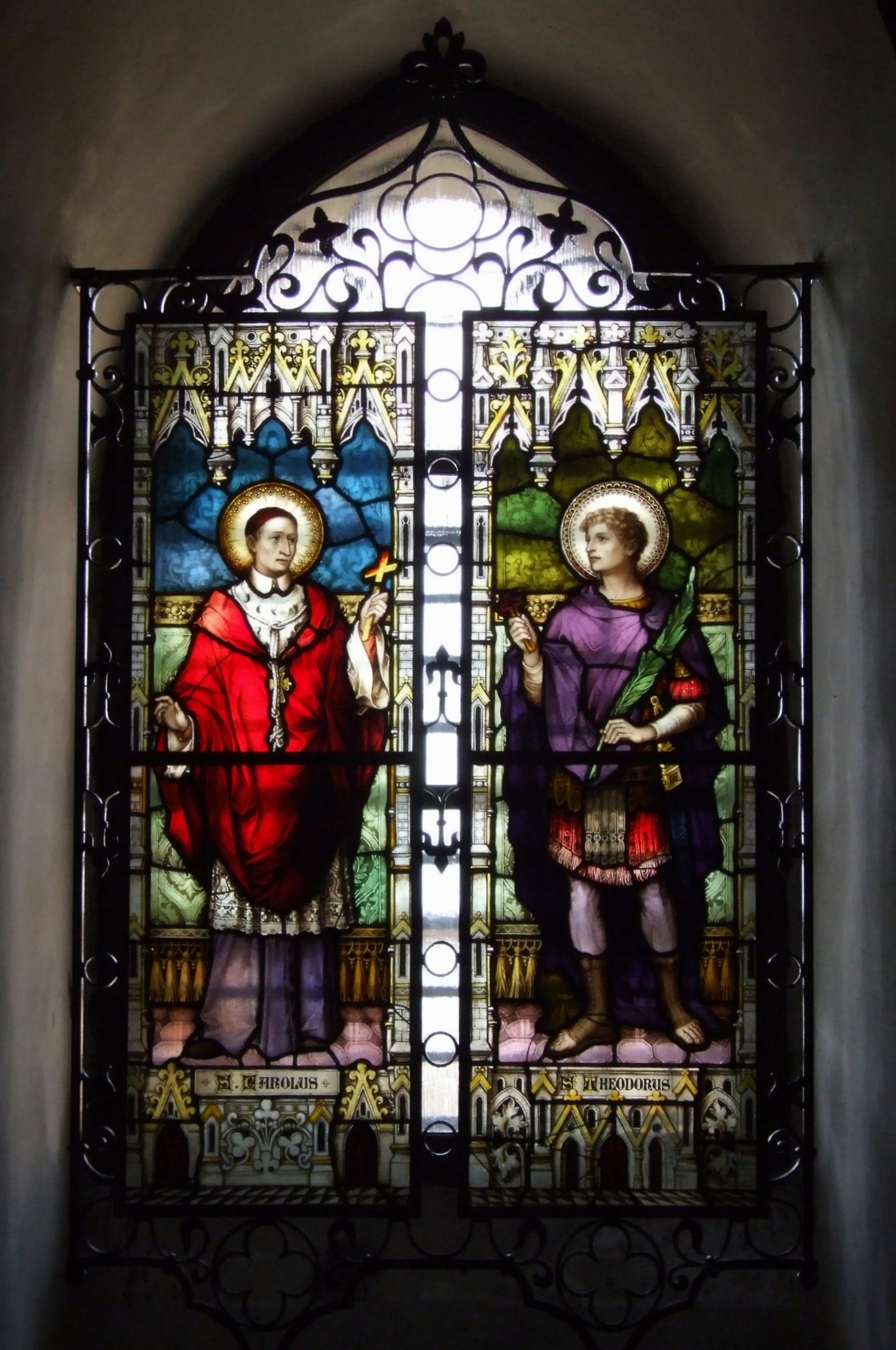
Witraż we wnęce z chrzcielnicą

### Wnętrze katedry
Katedra składa się z trzech naw: głównej i dwóch bocznych, uzupełnionych półkolistym prezbiterium oraz dwiema bocznymi absydami. W prezbiterium znajdują się trzy późnobarokowe ołtarze. Ołtarz główny powstał w 1773 r. Wykonali go prawdopodobnie Włosi. Znajdująca się w centrum scena ukrzyżowania powstała jednak ponad sto lat później, w 1885 r. w Monachium. Po obu stronach tabernakulum umieszczono figury aniołów, natomiast u jego szczytu dostrzec można rzeźbę Baranka Paschalnego. Powyżej, w głównej części ołtarza przedstawiono scenę ukrzyżowania Jezusa na Golgocie. Chrystusowi towarzyszą Maryja, św. Jan oraz klęcząca Maria Magdalena. Po obu stronach, na konsolach, spoczywają figury Apostołów: św. Piotra, który trzyma w ręku klucz, oraz Pawła z Tarsu, obejmującego księgę. Na samym szczycie ołtarza autorzy przedstawili Trójcę Świętą w otoczeniu aniołów. Ołtarz główny uzupełniają dwa stiukowe ołtarze boczne: św. Józefa i św. Urbana.
W jednej z bocznych absyd znajduje się barokowy ołtarz Trójcy Świętej. Powstał on w 1652 r. i jest najstarszy w kościele. Ma on pięć metrów wysokości, a wykonano go z polichromowanego drewna. Charakterystyczne są także bogate złocenia. Dawniej stał on w kaplicy Piastowskiej, jednak po pożarze, z którego udało się go uratować, został przeniesiony do kaplicy św. Jadwigi. Od 1964 r. przebywa w obecnym miejscu. W centralnej części ołtarza znajduje się obraz przedstawiający Boga Ojca, Syna Bożego oraz towarzyszącego im pod postacią gołębicy Ducha Świętego. Powyżej umieszczono wizerunek św. Judy Tadeusza. Po lewej stronie, na ścianie, umieszczono dwa epitafia. Pierwsze z nich, epitafium Małgorzaty Schreiber, pochodzi z 1627 roku i przedstawia Jezusa, a napis na nim głosi: „Jest to pomnik miłości małżeńskiej, który wystawił opolski Patrycjusz i Obywatel Grzegorz”. Kolejne, znajdujące się dalej od ołtarza zostało poświęcone ks. Janowi z Półwsi, który był kustoszem kolegiaty. Został on pochowany w podziemiach kościoła. Na epitafium widnieje napis: „Tu spoczywa Jan, Pan dziedziczny Półwsi, kustosz tej świątyni. Módlcie się za niego i za jego ojca Mikołaja 1557 r.” Pomiędzy ołtarzem a kaplicą św. Jadwigi umieszczone są jeszcze dwie tablice. Epitafium Wacława Czibulki z XVI w. jest płytą nagrobną, na której do czasów dzisiejszych przetrwał jedynie fragment napisu: „Szlachetny Pan Wacław (…) ibulka z (…) ultowicz dziedzic”. Epitafium Jerzego Skopka, dawnego kustosza kolegiaty, pochodzi z 1630 r. i upamiętnia rodziców księdza, Baltazara i Helenę.
W drugiej z bocznych absyd stoi ołtarz z obrazem Matki Boskiej Opolskiej, przewieziony tu z Piekar Śląskich na przełomie XVII i XVIII wieku, ukoronowany w 1983 r. przez papieża Jana Pawła II. Po obu stronach obrazu umieszczono anioły, a u jego szczytu znajduje się wizerunek Boga Ojca w towarzystwie aniołów. Ołtarz otaczają gabloty z darami wotywnymi, składanymi w podzięce za wysłuchanie modlitwy. Po lewej od strony ołtarza umieszczono epitafium biskupa Franciszka Jopa, pierwszego ordynariusza opolskiego. Tablica przedstawia samego księdza. Została wykonana przez opolskiego rzeźbiarza, A. Panitza.
W południowym fragmencie katedry znajduje się Kaplica Piastowska, zbudowana na przełomie XV i XVI wieku. W jej centralnej części umieszczono nagrobek Jana Dobrego, ostatniego z opolskiej linii Piastów, który sfinansował budowę dawnej Kolegiaty św. Krzyża, a dzisiejszej katedry. Zmarł on w 1532 r. i został pochowany w kościele, w nawie głównej. W II połowie XVI w. wzniesiono mu marmurowy sarkofag. W 1998 r. dokonano ekshumacji księcia, a rok później przeniesiono jego szczątki do obecnego miejsca spoczynku. Nagrobek przedstawia zmarłego Jana Dobrego. U jego stóp znajduje się herb Piastów Opolskich, przedstawiający orła z rozpostartymi skrzydłami. Ponad nagrobkiem znajduje się epitafium Jana Dobrego, wykonane w stylu renesansowym w czerwonym marmurze. Przedstawia ono herb Piastów Opolskich z nałożonym na niego hełmem, z którego rozchodzą się labry, otaczające tarczę herbu. Poniżej widnieje napis w łacinie, który po przetłumaczeniu na język polski głosi: „27 marca 1532 roku zmarł wielmożny i sławny książę Jan, ostatni książę śląski w Opolu, Głogówku i Raciborzu wielce pobożny i szczodrobliwy wobec Boga i ludzi. Amen.” Po obu stronach epitafium umieszczono flagi Polski i Opola.
Naprzeciw nagrobka Jana Dobrego zlokalizowano późnogotycki tryptyk z 1519 r., sprowadzony do katedry z Kostowa w 1965 r. W 2008 r. poddany został konserwacji. W centralnej części tryptyku znajdują się figury Matki Boskiej z Dzieciątkiem oraz św. Barbary i św. Katarzyny. Na awersie skrzydeł widnieją obrazy św. Jana Chrzciciela i św. Jana Ewangelisty, natomiast rewers stanowią wizerunki św. Piotra i św. Pawła. Po lewej od strony tryptyku umieszczono epitafium ks. dz. Jerzego Stefecjusza, pochowanego w podziemiach świątyni. Innym obiektem w Kaplicy Piastowskiej jest popiersie Jana Pawła II, wykonane przez Holendra Gustina Kesera.
Na ścianie zachodniej kaplicy umieszczono tablicę w hołdzie powstańcom śląskim i patriotom, na której czytamy: „W 75. rocznicę III Powstania Śląskiego 1921, żołnierze Armii Krajowej i społeczeństwo Opolszczyzny – 1996. W hołdzie ludowi śląskiemu za zachowanie mowy, wiary i przywiązania do polskiej macierzy”. Tablicę zwieńcza orzeł w koronie. Po drugiej stronie nagrobka Jana Dobrego, na ścianie umieszczono także tablicę upamiętniającą Tadeusza Podkówkę, jak czytamy: „(…) wybitny leśnik, naukowiec i wynalazca, niestrudzony orędownik sprawy katyńskiej (…)”, a także urny upamiętniające ofiary zbrodni katyńskiej z prośbą do Maryi o wspomożenie w modlitwach za nie. Na ścianie południowej widnieje tablica dziękczynna związku NSZZ „Solidarność” z 2010 r. Na ścianie północnej oglądamy natomiast drzewo genealogiczne Piastów opolskich. Całość uzupełniają dwa barwne witraże, przedstawiające zabytki Opola, m.in.: katedrę, Ratusz i Wieżę Piastowską.
Po przeciwnej stronie kościoła w stosunku do Kaplicy Piastowskiej znajduje się Kaplica św. Jadwigi. Stoi tu ołtarz św. Jadwigi, przeniesiony w 1966 r. z nawy głównej. Umieszczone na nim trzy figury przedstawiają św. Jadwigę (w środku), bł. Czesława (z prawej) oraz  św. Jacka (z lewej). Całość uzupełnia Obraz Miłosiernego Jezusa, z którego serca wypływa krew i woda, a także wizerunek św. Faustyny Kowalskiej. W centralnej części kaplicy stoi natomiast chrzcielnica z 1850 r., na której szczycie przedstawiono scenę chrztu Jezusa w Jordanie. Powyżej widoczne są witraże projektu Zawadzkiego z 1963 r.
Kolejną kaplicą jest znajdująca się w północnej części kościoła Kaplica św. Anny. Stoi tutaj ołtarz z obrazem autorstwa Franciszka Backera, przedstawiający św. Annę z Jezusem Chrystusem. U wejścia do kaplicy, na ścianie, umieszczono epitafium Doroty Jędrzyczki, przedstawiające małżeństwo klęczące pod Krzyżem. Napis powyżej głosi: „Pomnik ten postawił szanowny i zasłużony Joachim Jędrzyczka, obywatel i patrycjusz Opola, swej pobożnej i uczciwej małżonce Dorocie, pochodzącej ze szlachetnego rodu Zubrzyckich, na dowód wdzięczności. Zmarła pobożnie w grudniu roku 1574 w prawdziwej wierze i po wezwaniu Syna Bożego”.
W wnęce w zachodniej części katedry znajduje się zabytkowa, gotycka chrzcielnica z XIV wieku, najstarszy zabytek w świątyni, wykonany z piaskowca i wapienia. Około roku 1850 została ona zakopana w okolicy probostwa. Przypadkowo odkryto ją w latach 60. XX wieku. Za chrzcielnicą znajduje się witraż, przedstawiający św. Karola Boromeusza i św. Teodora.
W świątyni charakterystyczne są także dwie ambony. Starsza z nich, wykonana w stylu renesansowym, znajduje się bliżej ołtarza. Sprowadzono ją z  Głuchołaz. Druga z nich, położona bliżej centrum kościoła, została wykonana w stylu klasycystycznym przez Jana Echtera w 1805 r. W czasie prac remontowych, na nowo nałożonych tynkach St. Szmuc stworzył techniką sgraffitową sceny religijne: odnalezienie Krzyża Świętego, problem z ustaleniem jego autentyczności oraz przywrócenie do zdrowia chorego, poprzez dotknięcie go Krzyżem.

### Organy

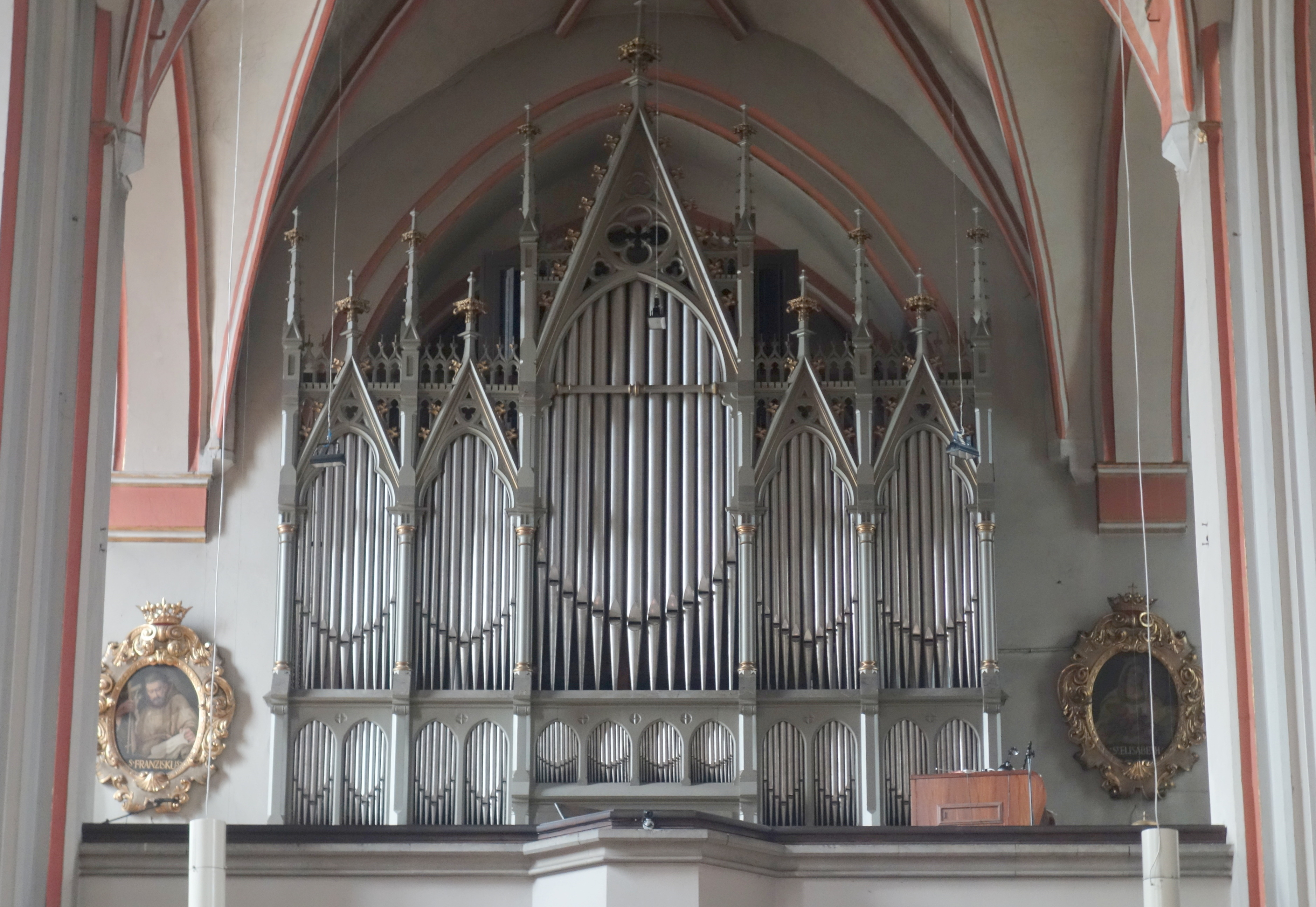
Organy

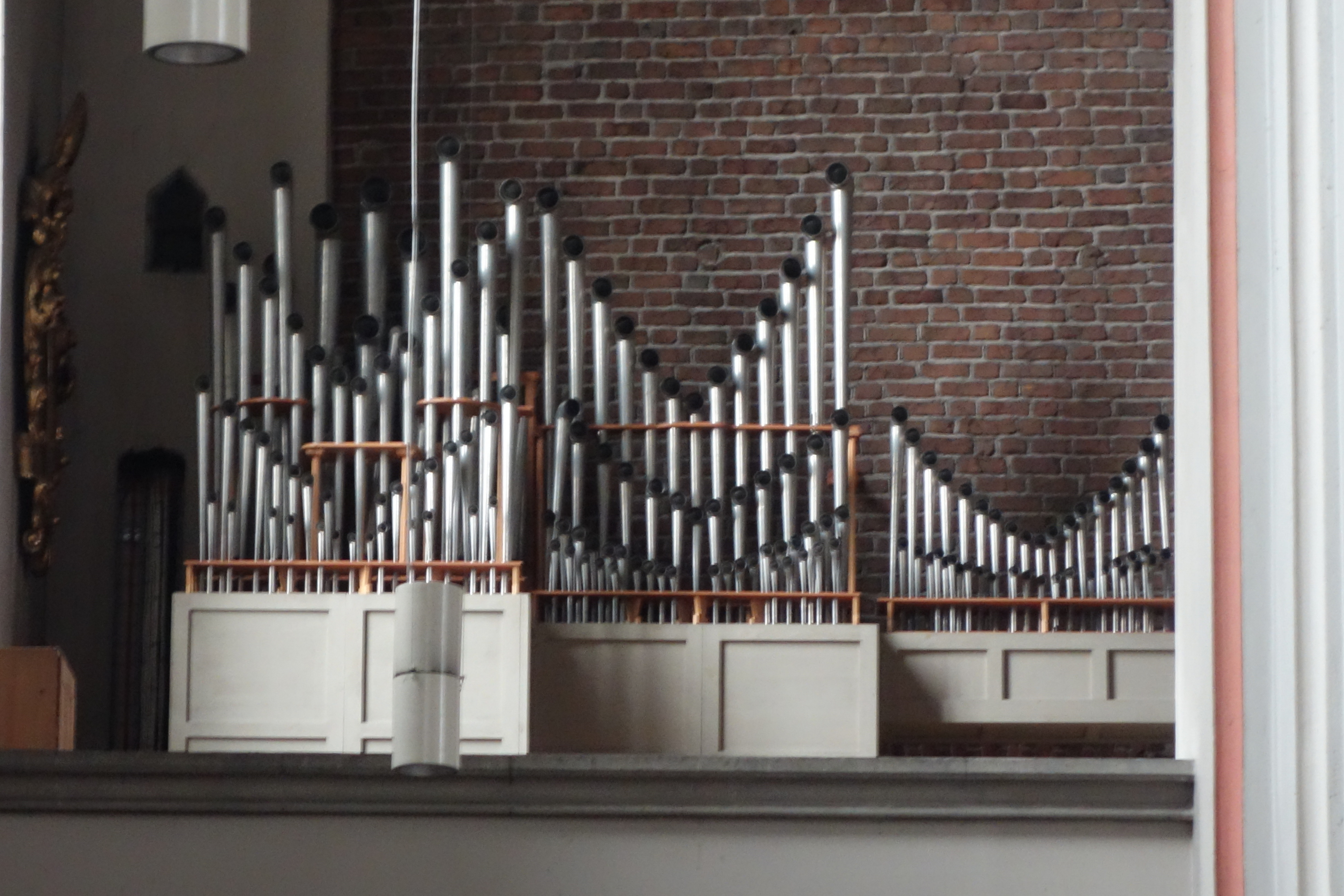
Trąbki hiszpańskie z 1993 roku

#### Historia
Historia obecnych organów w opolskiej katedrze sięga roku 1898, kiedy firma Schlag & Söhne ze Świdnicy wybudowała 2-manuałowy, 34 głosowy instrument o trakturze pneumatycznej. Prospekt oraz szafa tych organów zachowały się do dziś. Stół gry był wbudowany w cokół szafy organowej. Obecnie w miejsce dawnej szafki gry są wmontowane drzwi, którymi można wejść do wnętrza instrumentu. W roku 1941, z inicjatywy ówczesnego proboszcza ks. prałata Józefa Kubisa, firma Rieger z Karniowa gruntownie przebudowała i rozbudowała instrument do 59 głosów. W późniejszym czasie staraniem następnego proboszcza, ks. prałata Stefana Baldego odrestaurowano instrument oraz dobudowano 3 głosy obsługujące trąbki hiszpańskie, zasilane osobną dmuchawa, a znajdujące się w lewej bocznej nawie (patrząc od ołtarza). Poza dobudową trąbek zmieniono w niewielkiej części dyspozycję III manuału, nadając jej bardziej uniwersalny charakter brzmieniowy. Organy katedry opolskiej są wpisane do międzynarodowego rejestru instrumentów o wyjątkowych walorach brzmieniowych.

#### Dyspozycja
| Manuał I                   | Manuał II                  | Manuał III                 | Pedał                |
| -------------------------- | -------------------------- | -------------------------- | -------------------- |
| 1. Prinzipal 16'           | 1. Bordun 16'              | 1. Quintadena 16'          | 1. Contrabass 16'    |
| 2. Prinzipal 8'            | 2. Harfenprinzipal 8'      | 2. Italienischprinzipal 8' | 2. Prinzipalbass 16' |
| 3. Hohlflöt 8'             | 3. Portunalflöt 8'         | 3. Holzflöt 8'             | 3. Subbass 16'       |
| 4. Gemshorn 8'             | 4. Rohrflöt 8'             | 4. Lieblich gedackt 8'     | 4. Zartbass 16' **** |
| 5. Doppelgedackt 8'        | 5. Quintadena 8'           | 5. Gamba 8'                | 5. Quintbass 10 2/3' |
| 6. Octav 4'                | 6. Salicet 8'              | 6. Voix celeste 8'         | 6. Octavbass 8'      |
| 7. Offenflöt 4'            | 7. Italienischprinzipal 4' | 7. Coppelflöt 4'**         | 7. Cello 8'          |
| 8. Quinthorn 2 2/3'        | 8. Traversflöt 4'          | 8. Prinzipal 4'            | 8. Choralbass 4'     |
| 9. Superoctav 2'           | 9. Quintflöt 2 2/3'        | 9. Flautino 2'**           | 9. Nachthorn 2'      |
| 10. Rauschpfeife 2x        | 10. Waldflöt 2'            | 10. Quinte 1 1/3'**        | 10. Mixtur 4x        |
| 11. Cornett 3-5x           | 11. Terz 1 3/5'            | 11. Sifflöt 1'             | 11. Bombard 32'***   |
| 12. Gross Mixtur 8x        | 12. Mixtur 4-5x            | 12. Acuta 4x               | 12. Posaune 16'      |
| 13. Klein Mixtur 5-6x      | 13. Zimbel 3x              | 13. Sordun 16'             | 13. Trompet 8'       |
| 14. Trompet 8'             | 14. Krummhorn 8'           | 14. Tuba mirabilis 8'      | 14. Schalmei 4'      |
| 15. Clairon 4'             | 15. Regal 4'               | 15. Oboe 8'                |                      |
| 16. Spanische Trompet 16'* |                            |                            |                      |
| 17. Spanische Trompet 8'*  |                            |                            |                      |
| 18. Spanische Trompet 4'*  |                            |                            |                      |

### Dzwony

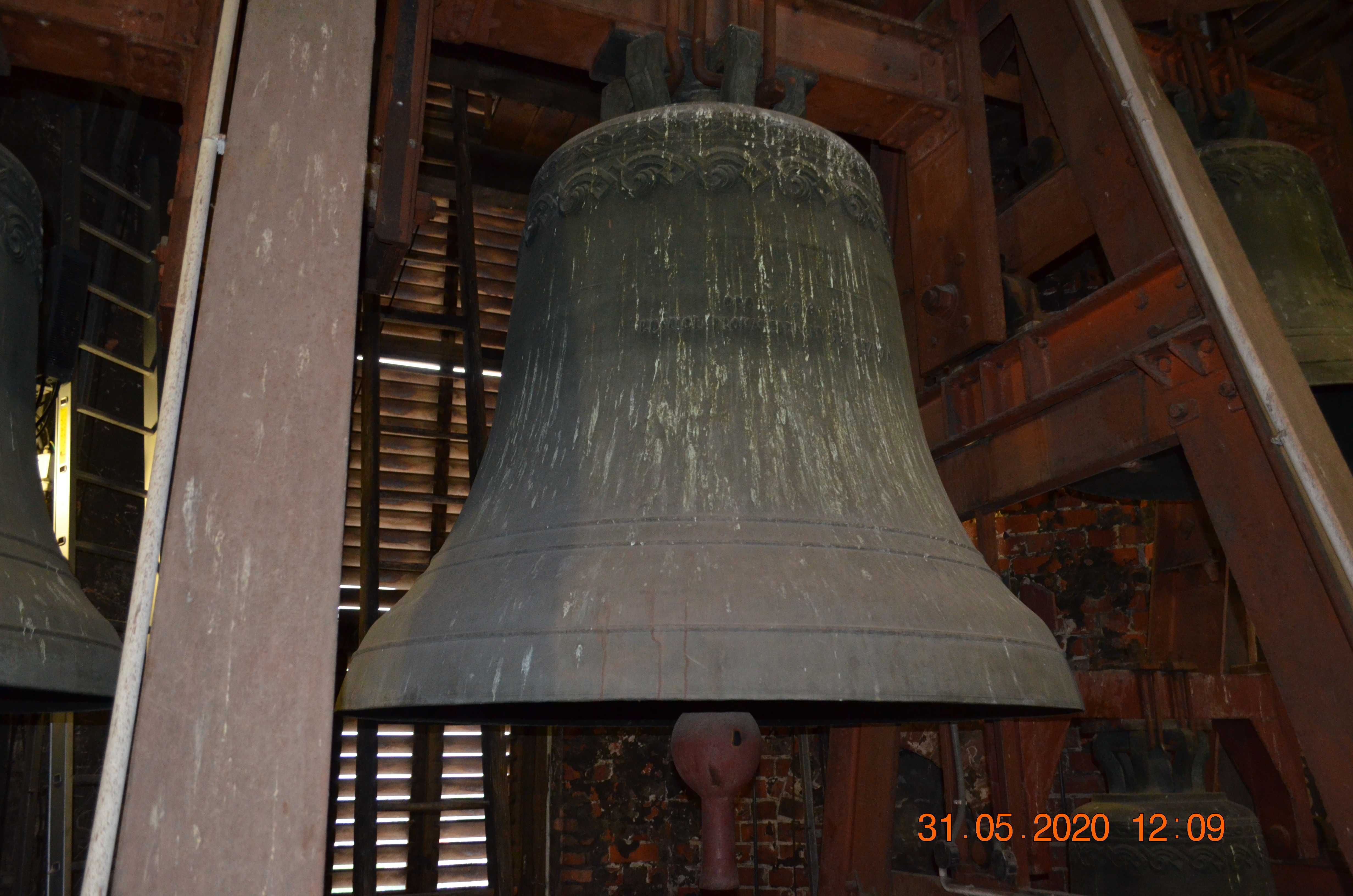
Dzwony Katedry Opolskiej

Początkowo bp. Franciszek Jop starał się odnaleźć i sprowadzić do Opola dawne dzwony skradzione w czasie wojny. Po bezskutecznym poszukiwaniu w 1960 roku postanowiono zakupić komplet nowych dzwonów. Niestety nie powrócono do tradycji, gdzie największemu dzwonowi nadawano imię św. Wojciecha - patrona Opola. Najmniejszy dzwon to jedyny i najstarszy zachowany dzwon ze starego zestawu. Największy dzwon katedry - Urban to jeden z największych dzwonów Województwa Opolskiego.
|                   | Imię               | Waga     | Ton uderzeniowy | Rok odlania | Odlewnia                                        |
| ----------------- | ------------------ | -------- | --------------- | ----------- | ----------------------------------------------- |
| Najmniejszy dzwon | św. Krzyż          | ~150 kg  | e"              | 1817        | Glockengießerei Krieger, Wrocław                |
| Mały dzwon        | św. Juda Tadeusz   | ~650 kg  | gis'            | 1961        | Odlewnia Dzwonów Eugeniusz Felczyński, Przemyśl |
| Średni dzwon      | św. Jacek          | ~900 kg  | fis'            | 1961        | Odlewnia Dzwonów Eugeniusz Felczyński, Przemyśl |
| Duży dzwon        | Matka Boża Opolska | ~1600 kg | e'              | 1961        | Odlewnia Dzwonów Eugeniusz Felczyński, Przemyśl |
| Największy dzwon  | św. Urban Papież   | ~3800 kg | c'              | 1961        | Odlewnia Dzwonów Eugeniusz Felczyński, Przemyśl |

## Matka Boska Opolska

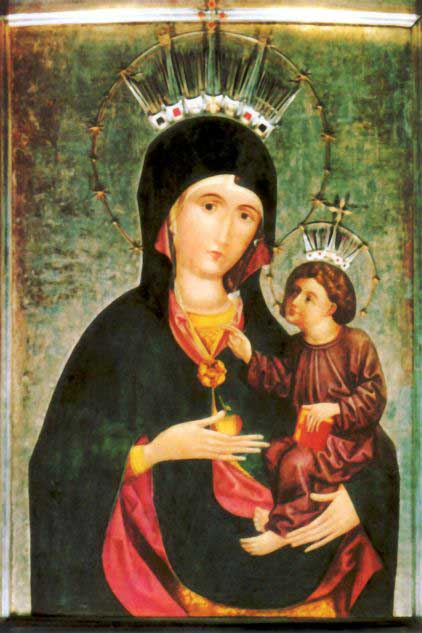
Obraz Matki Boskiej Opolskiej z ok. 1500 r.

W jednym z bocznych ołtarzy znajduje się obraz Matki Boskiej Opolskiej. Został on namalowany na lipowej desce przez nieznanego artystę w latach 1480–1500. Obraz ukazuje Maryję, trzymającą na lewym ramieniu Dzieciątko Jezus. W prawej ręce trzyma jabłko, a głowę lekko pochyla w kierunku syna. Jezus natomiast patrzy w kierunku matki, prawą rękę unosząc w geście błogosławieństwa, a lewą trzymając Pismo Święte. Dzieło opisane jest w kronice ojców jezuitów:

(…) zda się jakoby ta Matka przedziwna oczyma Swymi na każdego patrzy, a choćby i tysiące było przytomnych, każdy z nich sądzi, że Matka Jezusa na niego samego Swym macierzyńskim okiem spogląda.

Obraz pochodzi z Piekar Śląskich. W 1680 r. wywieziono go do Pragi, gdzie wybuchła zaraza. Niedługo po powrocie do Piekar Śląskich, obraz został przewieziony przez jezuitów do Opola, z powodu obaw przed najazdem tureckim. W Piekarach Śląskich pozostała kopia obrazu. Po zażegnaniu niebezpieczeństwa Madonna powróciła do piekarskiej świątyni, jednak w 1702 r. ponownie znalazła się w Opolu, ze względu na III wojnę północną. W 1813 r. wizerunek Maryi trafił do opolskiego kościoła p.w. Świętego Krzyża, gdzie jest do dziś. W następnych latach kult obrazu rozwijał się dalej. 21 czerwca 1983 r. na Górze Świętej Anny, kilkadziesiąt kilometrów na południowy wschód od Opola, papież Jan Paweł II ozdobił dzieło srebrno-złotą koroną.